# Rafael Alcázar
Rafael Alcázar  és un guionista, director de cinema i productor espanyol. Va començar dirigint alguns episodis de sèries de televisió com La voz humana (1986) i A través del espejo (1988). El 1993 fou candidat al Goya al millor guió adaptat per El laberinto griego amb Manuel Vázquez Montalbán.

## Filmografia
- No hagas planes con Marga (1988)
- El laberinto griego (1993)
- Corsarios del chip (1996)
- Besos de gato (2003) va participar al VI Festival de Màlaga.[3]
- Las locuras de Don Quijote (2006)
- Caleidoscopio (2013)
- Las mujeres de Cervantes (2016)